# Viktor Klimenko (sångare)

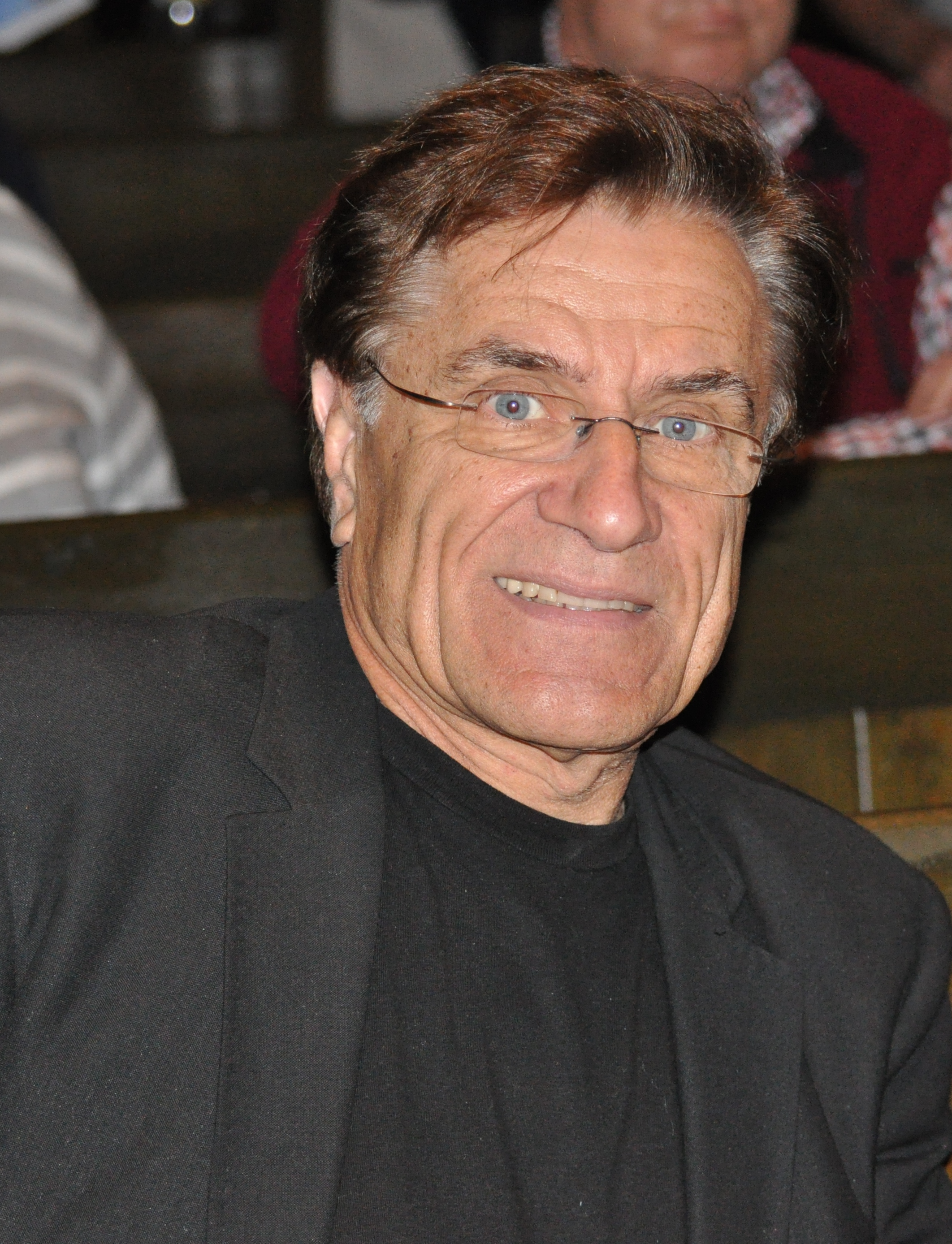
Viktor Klimenko 2011.

Viktor Klimenko (ryska: Виктор Клименко), född 24 november 1942 i ett krigsfångeläger i Svetnavalka, Karelen, är en finländsk sångare av ryskt ursprung, även känd som "Den sjungande kosacken".
Klimenko kom tidigt med sin familj till Finland. Han deltog för Finland i Eurovision Song Contest 1965 med låten "Aurinko laskee länteen", vilken dock fick noll poäng. Han åtnjöt under 1970-talet viss popularitet även i Sverige med framträdanden på Berns salonger och Hamburger Börs i Stockholm samt i svensk television. Från 1980-talet och framåt har han varit verksam som gospelsångare.

## Diskografi

### Singlar
- Tuhansien järvien maa (1963)
- Neljäs mies (1964)
- Jokaiselle joku on kai rakkain (1964)
- Aurinko laskee länteen (1965)
- Balladi vaunukaravaanista / Nepis, intiaanityttö (1965)
- Eilinor (1965)

### Album
- Stenka Rasin (1970)
- Milaja (1972)
- Viktor Klimenko (1972)
- Country & Eastern (1973)
- Saanhan luvan (1974)
- Kauneimmat joululaulut (1975)
- Do Dna (1977)
- Loista, pala, rakasta (1978)
- Nadja (1979)
- Jeesus on herra (1981)
- Minun Herrani ja Minun Jumalani Juhla! (1982)
- Halleluja, Jeesus saapuu (1983)
- Onnellinen mies (1985)
- Jerusalem...minun silmäteräni (1985)
- Viktor Klimenko & Profetiat (1987)
- Jerusalem (1987)
- Mama (1987)
- The Cossacks Album (1989)
- Matkamiehen unten maa (1993)
- Aarteet (1994)
- Hymn till kärleken (1994)
- 20 suosikkia – Jokaiselle joku on kai rakkain (1996)
- 20 suosikkia – Stenka Rasin (1997)
- Ljubovju Schivi (1998)
- Viinipuu (1999)
- Oi jouluyö (1999)
- Viktor Klimenko & The Angels: Kaupunki tuolla (2002)
- Viktor Klimenko & The Angels: Käymme joulun viettohon (2003)
- Ajomies – Viimeisen emigrantin rakastetuimmat laulut 1–2 (2003)
- Suomi huiput (2004)
- Hetki – Kasakan hellä kosketus (2006)